# General Pinto
General Pinto es una ciudad argentina, cabecera del partido homónimo, en la provincia de Buenos Aires, ubicada al noroeste del territorio provincial, sobre la RN 188, a 355 km al oeste de la ciudad de Buenos Aires.

## Población
Cuenta con 6557 habitantes (Indec, 2010), lo que representa un incremento del 6,5% frente a los 6154 habitantes (Indec, 2001) del censo anterior.
| Gráfica de evolución demográfica de General Pinto entre 1895 y 2010 |
|                                                                     |
| Fuentes: INDEC                                                      |

## Historia
La ciudad fue fundada el 23 de octubre de 1869 durante una avanzada de las fuerzas nacionales, al ocupar el coronel Martiniano Charras el médano Ancaloó, a aproximadamente un kilómetro de la actual plaza central de General Pinto. Desde ese momento y por un tiempo, Lavalle Norte (o Fuerte Ancaloó) pasó a ser la frontera de las tierras controladas por el Gobierno Central y sede de la Comandancia de la Frontera Norte.
Debe su nombre actual en honor al general Manuel Guillermo Pinto (1783-1853), gobernador provisorio de la provincia de Buenos Aires en 1852.
El partido de Gral. Pinto fue creado por ley del 22 de octubre de 1891, sobre una propuesta de los diputados provinciales Arturo C. Massey y el agrimensor Luis Monteverde. Hasta ese momento la población era parte del partido de Lincoln.
El 17 de diciembre de 1891 el Departamento de Ingenieros aprobó el trazado de este pueblo, que había efectuado el agrimensor Monteverde en 1888; al mismo tiempo se designó una Comisión de vecinos, para proceder a confeccionar el Registro Cívico del Municipio.
El 17 de febrero de 1892 se efectuaron las primeras a elecciones del Partido, las que transcurrieron con total normalidad el 20 de marzo y el 20 de abril asumieron las primeras autoridades municipales en la historia de Gral. Pinto, quedando constituida la municipalidad.

#### Primeras autoridades
| Arístides Fernández Blanco               | Primer intendente                         |
| Alberto W Brown                          | Primer presidente del Concejo Deliberante |
| Alejandro Conti / Presentación Rodríguez | Primeros concejales                       |

La sede del municipio estaba situada en calle San Martín, frente a la plaza lado oeste, una casona que alquilaban al vecino Juan Curotto.

## Accesos
La Ruta nacional 188 lo comunica con las ciudades de Lincoln, Junín y San Nicolás de los Arroyos hacia al este y con las ciudades de Florentino Ameghino, General Villegas y San Rafael en la provincia de Mendoza hacia al oeste. 
El partido cuenta con una extensa red vial, la cual está conformada en su mayoría con caminos de tierra. Las localidades de Germania e Iriarte están conectadas a la ruta nacional 7 a través de accesos pavimentados, Coronel Granada (Villa Francia) también tiene acceso a la ruta nacional 188. Las demás localidades no cuentan con calles asfaltadas y sus pobladores tienen complicaciones a la hora de trasladarse a otros centros urbanos. En la localidad se encuentra la Estación General Pinto del Ferrocarril Sarmiento, vía férrea por la cual transitan trenes de cargas de la empresa Ferroexpreso Pampeano entre los puertos de Rosario y Bahía Blanca.

## Economía
Es netamente agropecuaria. La producción industrial deriva de ella, con tambos, una fábrica de maquinaria agrícola y una fábrica de quesos entre otras.

## Sitios destacados
- Museo y Fuerte General Lavalle: inaugurado el 23 de octubre de 1969, aniversario del centenario de la ocupación del médano Ancaló por fuerzas del coronel Charras para instalar el Fuerte Lavalle. Se guardan fusiles, lanzas, boleadoras, restos de uniformes, dos cañones, utensilios de los primeros pobladores y una pequeña biblioteca.
- Parque Municipal Martiniano Charras.
- Iglesia San José.
- Biblioteca Popular Domingo Faustino Sarmiento.
- Club Social y Deportivo.
- Club Atlético Pintense.
- Furia Bar.

## Fiestas y eventos
- Febrero: festival folkclórico
- Febrero: Carnavales locales (aprox. el 20 de cada año)
- 19 de marzo: Fiesta Patronal de San José.
- Septiembre: Fiesta del Jinete Argentino.
- 22 de octubre: aniversario de la fundación del Partido.
- 23 de octubre: aniversario de la fundación de la ciudad de General Pinto.

## Parroquias de la Iglesia católica en General Pinto
| Diócesis  | Nueve de Julio |
| --------- | -------------- |
| Parroquia | San José       |

## Personas destacadas
Gaspar Bidart Purini alias banana